# Johann Georg Lange (Kupferstecher)
Johann Georg Lange oder Johann George Lange (geboren vor 1673; gestorben um 1689) war ein deutscher Zeichner und Kupferstecher, der in regelmäßigen Briefkontakt mit dem Universalgelehrten Gottfried Wilhelm Leibniz stand.

## Leben
Die späten Jahre des Kupferstechers Johann Georg Lange sind eng mit dem Wirken des Universalgelehrten Gottfried Wilhelm Leibniz verknüpft:
Nach dem Tod von Johann Friedrich, Herzog von Braunschweig-Lüneburg, wurden die Fähigkeiten des seit 1677 in der Residenzstadt Hannover und bis dahin als Hofrat und Bibliothekar tätigen Philosophen  Gottfried Wilhelm Leibniz unter dem Regierungsnachfolger Ernst August nun „ganz in den Dienst der juristischen und historischen Legitimierung der politischen Ansprüche des Welfenhauses gestellt“. Auf dem gewünschten Weg des neuen Landesherrn zur Erlangung der Neunten Kurwürde sollte für den verstorbenen Monarchen ein repräsentativ-pompöses Staatsbegräbnis in der Hofkirche inszeniert werden. Hierzu erarbeitete Leibniz das emblematische Bildprogramm sowohl für den Sakralbau und insbesondere das „Castrum doloris“. Um das Staatsbegräbnis im Bild festzuhalten, holte Leibniz den Kupferstecher Johann Georg Lange aus Hamburg nach Hannover, der nach anderen Quellen jedoch schon ab circa 1673 in Hannover tätig gewesen sein soll.

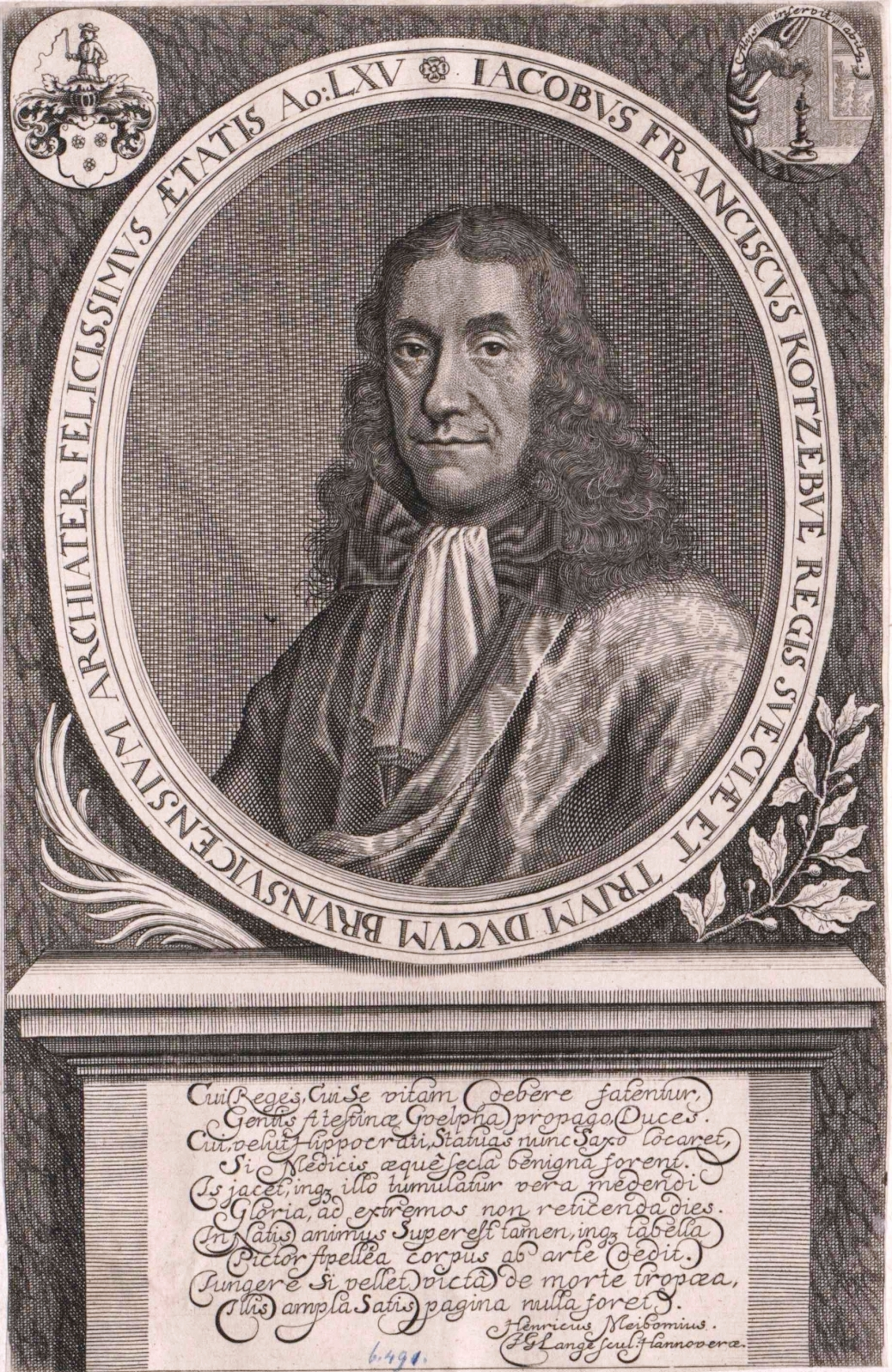
Jacob Franz Kotzebue (1621–1685), königlich-schwedischer Leibarzt;
Kupferstich von Lange nach „Henricus Meibomius“

Tatsächlich schuf Johann Georg Lange erst 1685 jenen Kupferstich, der den Leichenzug für den nach katholischem Ritus im Jahr 1680 bestatteten Herzog Johann Friedrich von Braunschweig-Lüneburg zeigt.
Auch während verschiedener Forschungsreisen von Leibniz brachten die Briefe des Kupferstechers Lange  dem Universalgelehrten regelmäßig Neuigkeiten aus der Residenzstadt und ihrem Hofstaat.
Zu Zeiten Langes waren auch bekannte Persönlichkeiten häufig durch Pocken-Narben im Gesicht verunstaltet. Während zeitgenössische Maler solche Narben in der Regel nicht mit ins Bild nahmen, ist der Kupferstecher Lange einer von zwei bekannten hannoverschen Kupferstecher, die solche Pockennarben wenigstens zurückhaltend andeuteten, wie Lange beispielsweise bei seinem Brustbild des Arztes Jacob Franz Kotzebue.
Bis zu seinem Tod um das Jahr 1689 war Johann Georg Lange der einzige Kupferstecher in der seinerzeit im Bereich der bildenden Kunst eher durch Sparsamkeit geprägten Residenzstadt. Erst mit dem 1716 als Bibliotheks-Kupferstecher angestellten und 1744 verstorbenen Nicolaus Seeländer verfügte das Haus Hannover wieder über einen eigenen Stecher.

## Weitere Werke
- Die Herzog-August-Bibliothek in Wolfenbüttel verzeichnet in ihrem Katalog der graphischen Porträts aus der Zeit um 1500 bis 1850 die Porträts folgender Persönlichkeiten aus der Hand Langes:
  - Brandanus Daetrius (1607–1688)[3]
  - Justus Gesenius (1601–1673)[3]
  - Jakob Käseberg (1613–1686)[3]
  - Jacob Franz Kotzebue (1621–1685)[3]
  - Henning Adolph von Steinberg (1645–1684)[3]

Ferner sind bekannt:
- Frontispiz für das 1682 erschienene Theatrum Architecturae civilis von Charles Philippe Dieussart[8]
- das 1685 von Lange und anderen gefertigte Text- und Bildwerk[9] Iusta Funebria Serenissimo Principi Joanni Friderico Brunsvicensium Et Luneburge: Duci A Revermo Et Sermo Fratre Ernesto Augusto Episcopo Osnabrugensi Duci Brunsv: Et Luneb. Persoluta / Joh: Georg: Lange fecit, Rinteln: Gottfried Kaspar Wächter, 1685; Digitalisat der Universitäts- und Landesbibliothek Sachsen-Anhalt
  - ein Exemplar findet sich im Historischen Museum Hannover[10]

- Der Sarch, Sarkophag der Clara Elisabeth von Platen, geborene Meysenburg[11]